# Ocepek
Ocepek je priimek več znanih Slovencev:
- Aleš Ocepek (*1959), agronom, direktor Arboretuma Volčji potok, državni svetnik
- Angel(c)a Ocepek (1912—1959), prvoborka, političarka
- Drago Ocepek (1927—2016), rudarski inženir, univ. profesor
- Dragotin Ocepek (*1957), geotehnolog
- Irena Ocepek (*1979), risarka, striparka?
- Lojze Ocepek (1910—1998), politik
- Martin Ocepek, kemik, vodja raziskav in razvoja v Heliosu; tekač-maratonec
- Matej Ocepek (*1977), avdiovizualni umetnik
- Mateja Ocepek (*1978), kiparka, kuratorka
- Matjaž Ocepek (*1964), mikrobiolog, veterinar
- Miklavž Ocepek (1963—2005), filozof
- Miran Ocepek (*1950), pravnik
- Nadja Ocepek, umetnostna zgodovinarka, lutkarska muzealka
- Rudi Ocepek (*1949), biolog, zoolog; pedagog
- Silva Ocepek (r. Breceljnik) (1927—2015), slovenistka, sodel. PA
- Uroš Ocepek, srednješolski profesor, dr. znanosti, inovator, podjetnik ...